# 科普利站
科普利站（英語：Copley station）是马萨诸塞湾交通局运营的轻轨绿线车站。车站为地下车站，位于波士顿后湾区的科普利广场，并以广场命名，车站出入口分布在博伊尔斯顿街和达特茅斯街。
科普利站兴建于1914年并投入使用，最初是博伊尔斯顿街隧道地铁车站。为提供无障碍乘车环境，马萨诸塞湾交通局对车站进行翻修，翻修工程于2011年竣工。翻修工程对老南教堂的影响将其卷入了著名的诉讼案。 

## 历史

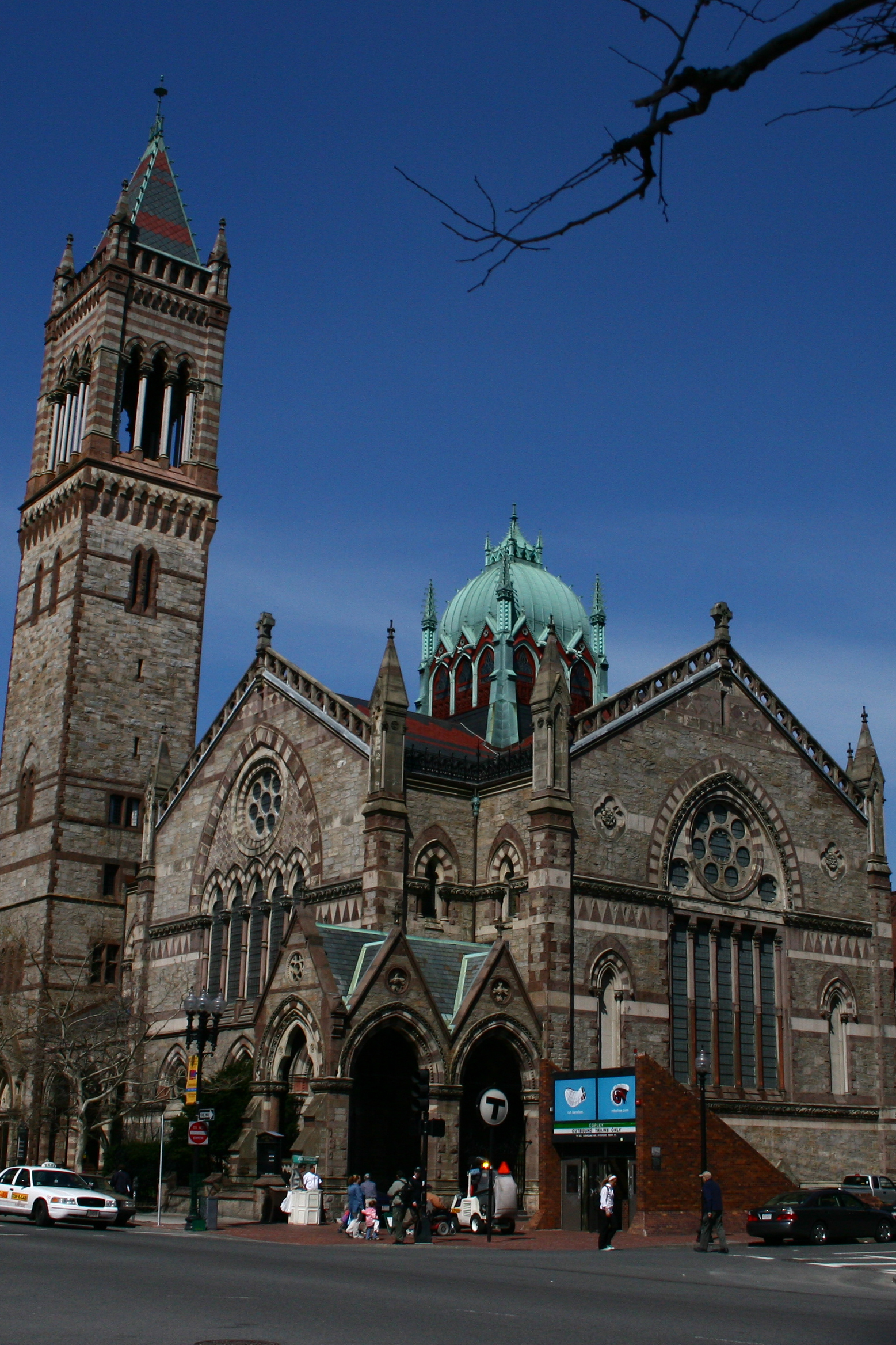
2005年老南教堂和旧的出城方向站台出口

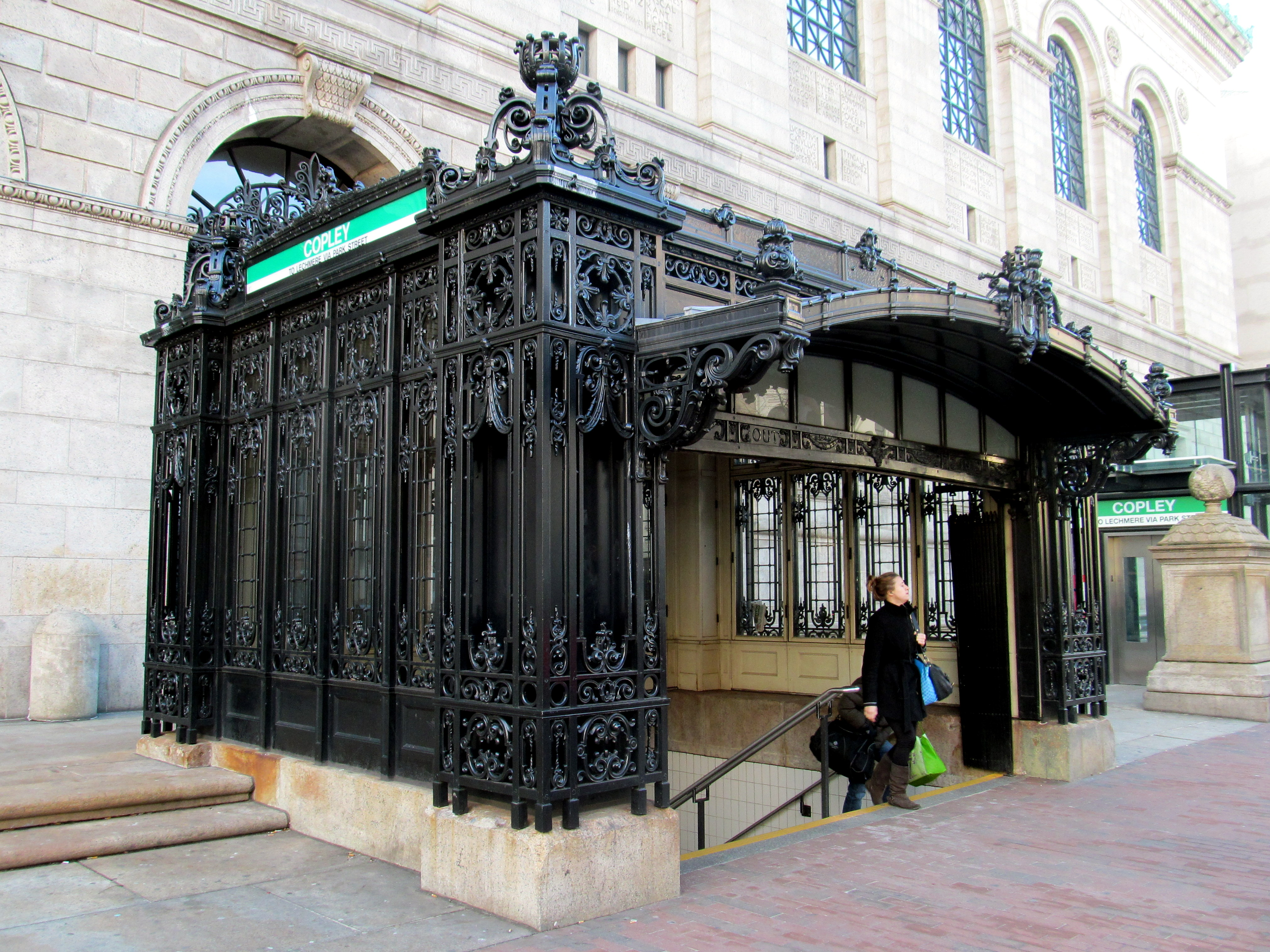
波士顿公共图书馆旁的华丽的入城方向站台入口

科普利站于1914年10月3日作为博伊尔斯顿街隧道地铁车站投入使用。车站在波士顿公共图书馆旁设有一个装修华丽的出入口，该出入口由锻铁装饰组成，由福克斯、珍妮和盖尔的公司设计。除此之外，当时车站墙壁上还铺设由蓝白相间的马赛克瓷砖，拼出车站名，但是后来未能保存下来。 
由于波士顿马拉松终点站设在科普利站旁，每年比赛日当天车站关闭。2013年波士頓馬拉松爆炸案与2013年4月15日发生，此次爆炸造成3人死亡，183人受伤，当中17人情况一度危急。事件发生后，车站关闭一周，直到4月23日之后才重新开放。

### 改造项目和诉讼案
科普利站是波士顿轻轨绿线最主要的几个车站之一，马萨诸塞湾交通局优先将其改造为无障碍车站。1995年，马萨诸塞湾交通局确定了几个可能的升降电梯安装地点，但这些地点与美國國家歷史名勝老南教堂、波士顿公共图书馆麦金楼冲突。2002年，交通局进一步完善设计规划，来自教堂和图书馆的相关代表同意新的工程设计。在新的规划中，出城方向列车站台电梯设在教堂边，入城方向列车站台设在图书馆旁。
2003年8月，后湾社区协会要求马萨诸塞湾交通局将教堂旁的电梯改到街道另一侧，并将图书馆边的电梯搬离图书馆更远的地方。对此，交通局顾问准备了一份报告，详细地分析了搬迁所带来的影响。根据这份报告，联邦运输管理局裁定原设计（英語：no adverse effect）。马萨诸塞州历史委员会与2004年1月对此决定表示肯定。
2004年5月，美国内政部同意联邦运输管理局的决定，表示“没有可行的替代方案能降低现有设计规划所造成的损伤”。2004年12月30日，联邦运输管理局裁定没有重大影响，认为替代的电梯位置方案不可行，或者强迫轮椅或残障乘客使用更远的出入口的行为违反了美国残疾人法案。
2005年6月，后湾社区协会与波士顿保护联盟联名上诉马萨诸塞湾交通局和联邦运输管理局，指控上述机构违反国家历史保护法和1966年交通运输法。2005年12月28日，地方法院驳回他们的诉讼，认为联邦运输管理局做出的“无不良影响”决定是合理的，公众利益在车站翻新后恢复。2006年9月14日，美国联邦第一巡回上诉法院同意地方法院的裁定。
车站翻新工作于2008年开始施工，工程包括新建电梯、新的地铁出站口、新的瓷砖和照明和站台翻新。2008年12月由于地铁电梯钻井导致教堂外墙开裂，工程被叫停。2009年12月，再加装自动检测系统后，工程得以继续进行。车站翻新工程于2010年10月29日竣工。 对教堂的修复工程于2011年开始，保险公司支付工程费用。

## 车站结构

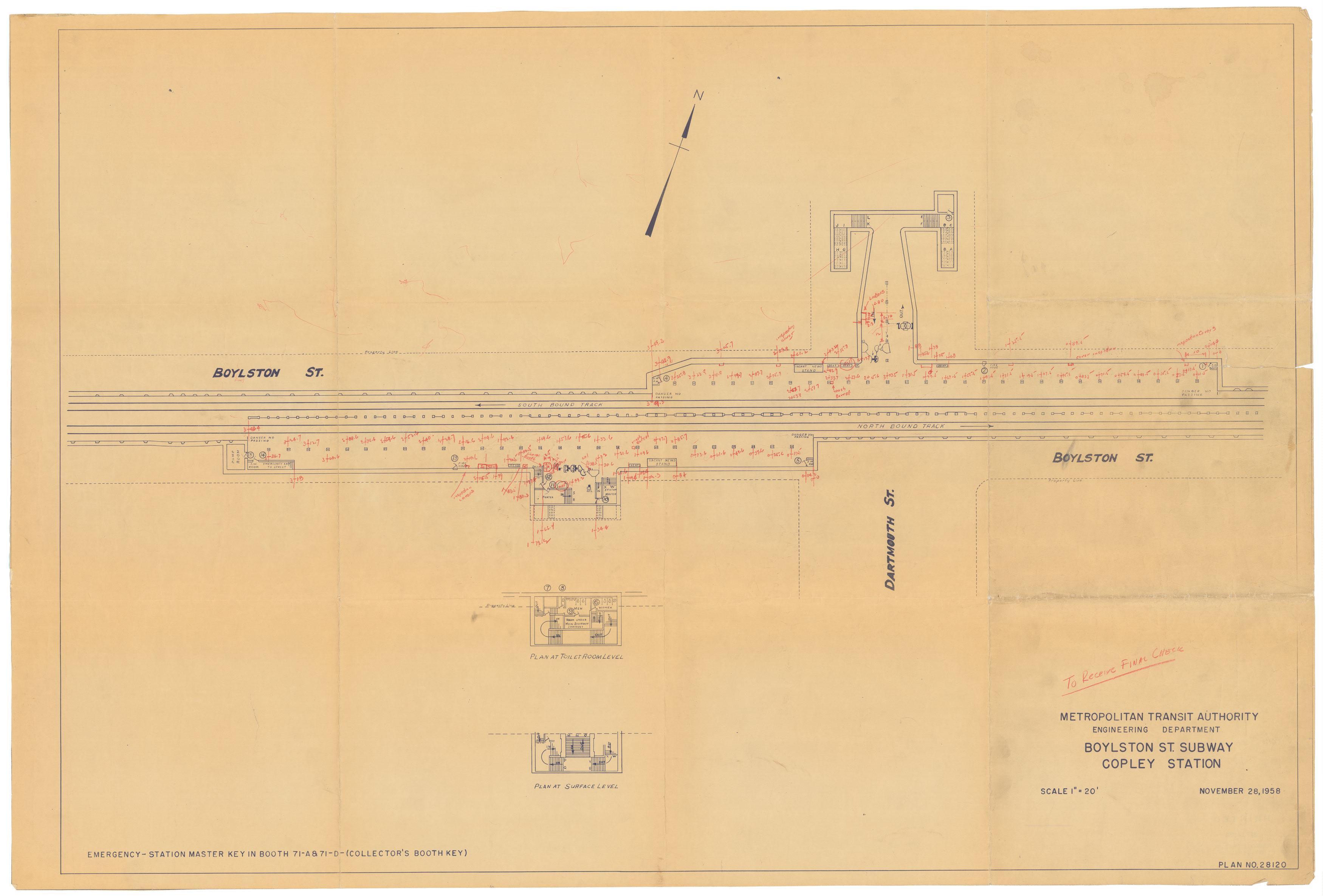
1958年车站规划草图

车站由两个错开的侧式站台组成，出城方向站台靠东，避开老南教堂。由于车站结构错开，两方向站台间无连接走廊。需要换乘反方向列车的乘客需要离开车站再从对向地铁站进入，或者再向前坐一站至阿灵顿站。科普利站是波士顿地铁系统中少有的几个不能换乘对向列车的车站。
车站西边是绿线E支线分叉口，E支线列车在此离开联邦大道，沿着亨廷顿大道开往希思街。
| G  | 地面               | 出入口                                                                    |
| B1 | 侧式站台，右侧开门 | 侧式站台，右侧开门                                                        |
| B1 | 出城               | 往波士顿学院、克利夫兰环岛或河滨 （海因斯会议中心） · 往希思街 （普天寿） |
| B1 | 入城               | 往公园街、政府中心、波士顿北站或莱希米尔 （阿灵顿）                       |
| B1 | 侧式站台，右侧开门 |                                                                           |

## 公交换乘

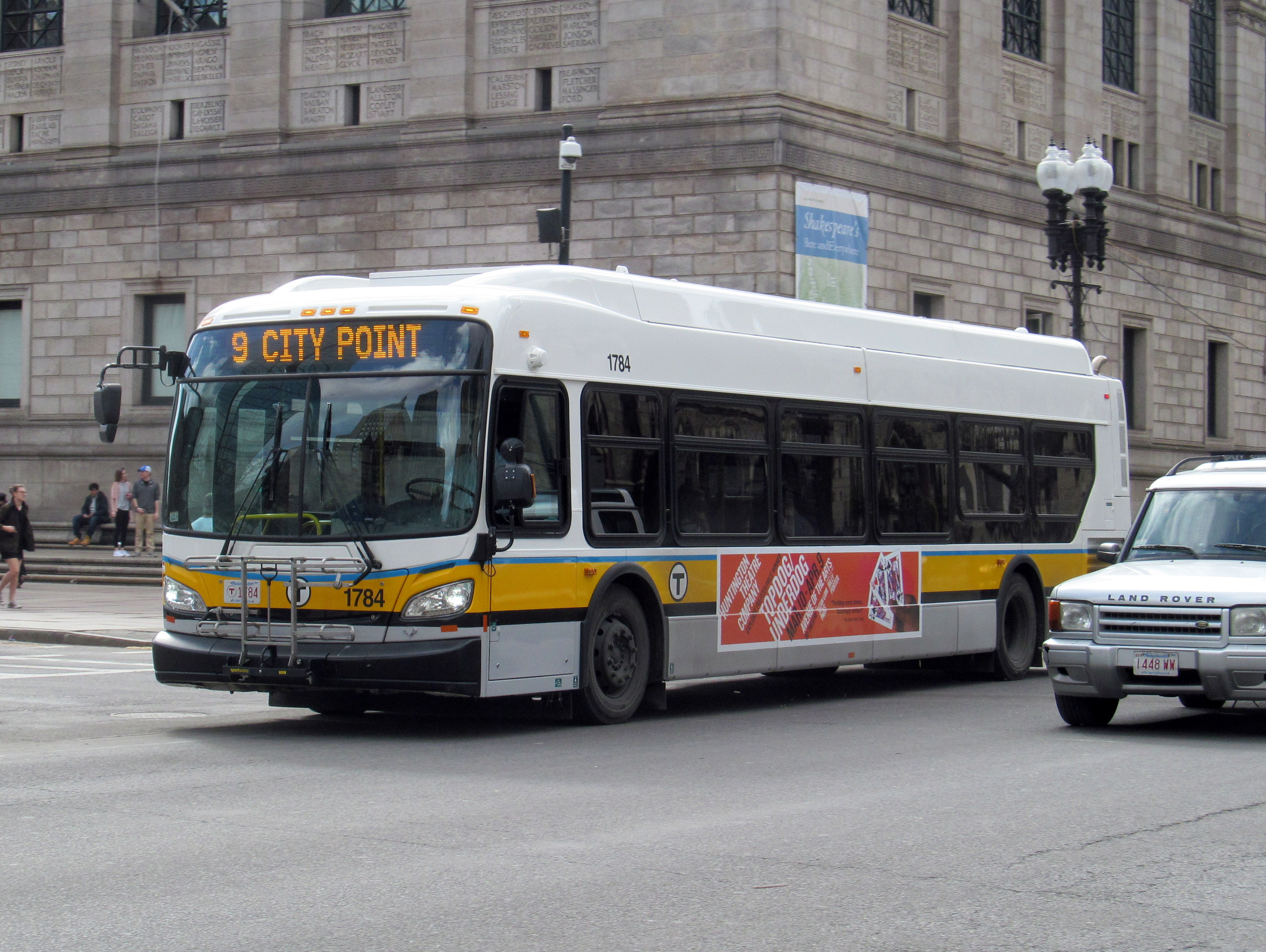
9路公交车停靠在科普利站（2017）

科普利广场共停靠有4条城内公交车和两条成绩快速公交：
- 9（英语：List of MBTA bus routes）：城市点站（英语：City Point (MBTA station)） - 百老汇站 - 科普利站
- 10（英语：List of MBTA bus routes）：城市点站 - 安德鲁站 - 波士顿医疗中心（英语：Boston Medical Center） - 科普利站
- 39（英语：List of MBTA bus routes）：森林山站 - 亨廷顿大道 - 後灣站
- 55（英语：List of MBTA bus routes）：泽西&昆士伯 - 伊普斯威奇街 - 公园街站或科普利站
- 502（英语：List of MBTA bus routes）：水城车辆厂站（英语：Watertown Yard (MBTA station)） -  牛顿角站（英语：Newton Corner (MBTA station)） - 马萨诸塞州收费公路（英语：Massachusetts Turnpike） - 科普利站
- 503（英语：List of MBTA bus routes）：布莱顿中心 - 橡树广场站（英语：Oak Square (MBTA station)） - 马萨诸塞州收费公路 - 科普利站

骑士教练（英語：Cavalier Coach、皮得潘巴士英語：和洋基巴士英語：的城际客车也在科普利广场西南角停靠。
後灣站离科普利站三个街区，在该站可以乘坐波士顿地铁橙线、波士顿通勤铁路和美鐵客运。对于住在波士顿西侧要乘坐通勤铁路或美铁的居民来说，在后湾站乘坐要比前往公园街站换乘波士顿地铁红线到波士顿南站方便的多。